# Apriés
Apriés foi um faraó da XXVI dinastia egípcia que governou na Época Baixa, entre 589 a.C. e 570 a.C. Apriés é a versão grega do nome egípcio, Uahibré, sendo este faraó mencionado na Bíblia com o nome de Hofra, em Jeremias 44:30.
Era filho do faraó Psamético II, ao qual sucedeu.
Foi um soberano guerreiro, que apoiou os povos da região do Levante na luta contra os Babilónios. Contudo, a seu apoio não foi suficiente para impedir a tomada de Jerusalém por Nabucodonosor II em 586 a.C. e o cativeiro dos judeus para a Babilónia. No entanto, muitos judeus conseguiram fugir para o Egito, onde se fixaram, entre outros sítios, na ilha de Elefantina, onde formaram uma comunidade próspera.
Em 570 a.C. Apriés declarou o seu apoio ao líder de Cirene (na costa líbia) na sua luta contra os Gregos, tendo o faraó enviado um exército para o local. Após a derrota deste exército, estalou uma rebelião entre os soldados, tendo Apriés enviado o seu general Amásis para tentar controlar a situação. O exército acabaria por elegê-lo como novo rei do Egito.
Tendo tomado conhecimento da eleição de Amásis como rei, Apriés reuniu um exército de mercenários e as duas forças acabaram por se encontrar numa batalha na região noroeste do Delta do Nilo, tendo Apriés sido obrigado a recuar. Amásis ocupou a cidade de Saís, capital do Egito, embora não tivesse sido reconhecido como rei no sul do país. Em Outubro de 570 a.C. Apriés lançou uma nova tentativa militar para recuperar o poder, mas tendo sido novamente derrotado acabou por abandonar o Egito.
Apoiado pelo exército babilónio, Apriés regressou ao país em 567 a.C., mas foi feito prisioneiro. Segundo Heródoto, Amásis entregou-o ao povo como traidor, e este o teria estrangulado. Apriés foi contudo sepultado em Sais por Amásis com todas as honras de um rei egípcio.
Apesar da capital da dinastia ter sido Saís no Delta, Apriés ordenou a construção de um grande palácio em Mênfis. A título de curiosidade refera-se que na praça Minerva de Roma encontra-se um obelisco do seu tempo.
Segundo Polieno, Nitetis, filha de Apriés, foi enviada por Amósis II a Ciro, o Grande, como se fosse filha de Amósis; mas quando ela se tornou a esposa preferida de Ciro, disse a ele a verdade, e pediu vingança para o pai. Após a morte de Ciro, Cambises II, filho de Ciro e Nitetis, conquistou o Egito de Psamético III, filho de Amósis II.

## Titulatura
| nswt&bity |

| nswt&bity |

|                |     |           |     |
| \| \| \| \| \| |     |           |     |
|                |     |           |     |
| N5             | V28 | D36 · D36 | F34 |

| N5 | V28 | D36 · D36 | F34 |

|                |     |           |     |
| \| \| \| \| \| |     |           |     |
|                |     |           |     |
| N5             | V28 | D36 · D36 | F34 |

| N5 | V28 | D36 · D36 | F34 |

|                |     |           |     |
| \| \| \| \| \| |     |           |     |
|                |     |           |     |
| N5             | V28 | D36 · D36 | F34 |

| N5 | V28 | D36 · D36 | F34 |

|                |     |           |     |
| \| \| \| \| \| |     |           |     |
|                |     |           |     |
| N5             | V28 | D36 · D36 | F34 |

| N5 | V28 | D36 · D36 | F34 |

| G39 | N5 | \| \| |
|     |    |       |

|  |

| G39 | N5 | \| \| |
|     |    |       |

|  |

|             |     |     |
| \| \| \| \| |     |     |
|             |     |     |
| N5          | V29 | F34 |

| N5 | V29 | F34 |

|             |     |     |
| \| \| \| \| |     |     |
|             |     |     |
| N5          | V29 | F34 |

| N5 | V29 | F34 |

|             |     |     |
| \| \| \| \| |     |     |
|             |     |     |
| N5          | V29 | F34 |

| N5 | V29 | F34 |

|             |     |     |
| \| \| \| \| |     |     |
|             |     |     |
| N5          | V29 | F34 |

| N5 | V29 | F34 |